# Martine Aubry
Martine Aubry, nascida Martine Delors, (Paris, 8 de agosto de 1950) é uma política francesa.
Filha de Jacques Delors, ministro das Finanças do governo de François Mitterrand (1981-1985) e depois presidente da Comissão Europeia (1985-1995), Aubry foi ministra do Emprego e da Solidariedade de 1997 a 2000 e é a prefeita da cidade de Lille desde março de 2001.
Em 25 de novembro de 2008 foi proclamada nova primeira-secretária (líder) do Partido Socialista, derrotando Ségolène Royal por 50,04% contra 49,96% dos votos.